# Snarkilstjärnet
Snarkilstjärnet är en sjö i Årjängs kommun i Värmland och ingår i Göta älvs huvudavrinningsområde. Sjön har en area på 0,449 kvadratkilometer och ligger 116,7 meter över havet. Sjön avvattnas av vattendraget Karlsforsälven (Edsälven).

## Delavrinningsområde
Snarkilstjärnet ingår i det delavrinningsområde (658442-129930) som SMHI kallar för Inloppet i Svensbysjön. Medelhöjden är 139 meter över havet och ytan är 4,64 kvadratkilometer. Räknas de 14 avrinningsområdena uppströms in blir den ackumulerade arean 175,57 kvadratkilometer. Karlsforsälven (Edsälven) som avvattnar avrinningsområdet har biflödesordning 3, vilket innebär att vattnet flödar genom totalt 3 vattendrag innan det når havet efter 252 kilometer. Avrinningsområdet består mestadels av skog (48 procent), öppen mark (12 procent), jordbruk (18 procent) och sankmarker (10 procent). Avrinningsområdet har 0,46 kvadratkilometer vattenytor vilket ger det en sjöprocent på 10 procent.